# Hell Breaks Loose
"Hell Breaks Loose" é uma canção do rapper estadunidense Eminem, lançado como single para o álbum Relapse: Refill, sendo o re-lançamento de seu sexto álbum de estúdio o Relapse. "Hell Breaks Loose" foi um single promocional lançado no dia 15 de dezembro de 2009, liberando o mesmo dia que o outro single do disco "Elevador". A canção tem participação de Dr. Dre, que também produziu a música com Mark Batson. A canção alcançou a posição 29 na Billboard Hot 100 em sua semana de estréia.

## Faixas
| N.º | Título                                                                 | Compositor(es)                                          | Produtor(s)          | Duração |  |
| 1.  | "Hell Breaks Loose" (com Dr. Dre) (versão explicita presente no álbum) | M. Mathers, A. Young, M. Batson, D. Parker, T. Lawrence | Dr. Dre, Mark Batson | 4:04    |  |

## Desempenho nas paradas
| Paradas (2010)                     | Melhor posição |
| ---------------------------------- | -------------- |
| Canadá (Canadian Hot 100)          | 21             |
| Estados Unidos (Billboard Hot 100) | 29             |

## Histórico de lançamento
| País           | Data                   | Formato          | Editora discográfica       |
| -------------- | ---------------------- | ---------------- | -------------------------- |
| Estados Unidos | 15 de dezembro de 2009 | Descarga digital | Shady Aftermath Interscope |
| Mundo          | 15 de dezembro de 2009 | Descarga digital | Shady Aftermath Interscope |